# Blackburn Swift
Il Blackburn Swift fu un aereo militare biplano monomotore realizzato dall'azienda britannica Blackburn Aircraft Limited nei primi anni venti rimasto allo stadio di prototipo. Da esso derivò il modello Blackburn Dart che servì come aerosilurante standard della Fleet Air Arm, imbarcato sulle portaerei della Royal Navy, tra il 1923 e il 1933. La versione da esportazione del Blackburn T.2 Dart fu commercializzata sotto il nome di Swift.

## Storia del progetto
Nel 1919 la Blackburn avviò privatamente lo sviluppo di un bombardiere-aerosilurante imbarcato monoposto, destinato a sostituire i Sopwith Cuckoo allora in servizio sulle portaerei della Royal Navy. L'ufficio tecnico della Blackburn, diretto dall'ingegnere maggiore Frank Arnold Bumpus, realizzò il progetto denominato T.1 Swift, del quale fu costruito un prototipo (N 139) che venne presentato, per quanto incompleto, al salone aeronautico di Londra nel luglio del 1920.
L'aereo volò per la prima volta nel settembre dello stesso anno nelle mani del capo collaudatore della ditta R.W. Kenworthy.
A causa del mal calcolato centro di gravità il prototipo dovette effettuare un atterraggio di emergenza nei pressi del villaggio di Brough. Tale inconveniente venne risolto dotando le ali di una leggero angolo di freccia positivo e modificando il timone per migliorare il controllo direzionale. I successivi voli di prova si svolsero presso la base RAF di Martlesham Heath e si rivelarono soddisfacenti, tanto che nel maggio 1921 l'aereo fu trasferito a Gosport per le prove operative. In risposta alla Specifica 3/20 emessa dall'Air Ministry britannico furono ordinati ulteriori tre prototipi (N 140-142), denominati T.2 Dart, equipaggiati con ali ad apertura ridotta. La versione da esportazione del modello T.2 Dart mantenne la designazione originale di T.1 Swift MK.II.

## Tecnica
Il Blackburn Swift era un biplano, di costruzione mista in legno e metallo. La configurazione alare era biplana, con le ali di uguali apertura dritte, che potevano essere ripiegate per favorire lo stoccaggio a bordo delle portaerei. La sezione centrale era costruita in metallo, mentre quella esterna in legno. Le due ali bilongherone, rivestite in tela, erano collegate tra loro con quattro coppie di montanti, rinforzati da cavi d'acciaio, la superiore montata alta a parasole e l'inferiore bassa sulla fusoliera. Gli alettoni erano installati su tutte e quattro le semiali.
La fusoliera, posizionata a livello dell'ala inferiore, era costruita in tubi d'acciaio e rivestita in tela. L'impennaggio di coda era del tipo classico monoderiva, dotato di piani orizzontali controventati.
Il carrello d'atterraggio era un triciclo classico a V, fisso, dotato anteriormente di gambe di forza ammortizzate ed integrato posteriormente da un pàttino d'appoggio. Tra le due gambe del carrello era posizionato il siluro. Le ruote del carrello erano eiettabili al fine di evitare il rischio di un eventuale capottamento in caso di atterraggio di emergenza.
Monoposto dotato di un abitacolo aperto destinato al pilota, e fornito di parabrezza.
La propulsione era affidata ad un motore Napier Lion IB, a 12 cilindri a W raffreddati a liquido, erogante la potenza di 450 hp (336 kW) azionante un'elica bipala lignea. Il propulsore era montato su appositi supporti, inclinati verso l'alto.
L'armamento di lancio si basava su un siluro Mark VIII da 645 kg o IX da 493 kg o quattro bombe da 104 kg.

## Impiego operativo
L'aerosilurante imbarcato ottenne ordini da Giappone, Spagna, Stati Uniti d'America e un certo interesse da parte di Italia e Svezia.

### Giappone
Nel 1922 una missione militare britannica si trasferì in Giappone incaricata di organizzare l'aviazione della Marina imperiale. Tale missione portò all'acquisto da parte delle autorità giapponesi di sei esemplari di Sopwith Cuckoo e due Swift. Immatricolati "1" e "2", i due Swift permisero l'acquisizione da parte degli aviatori giapponesi delle tecniche di lancio dei siluri e di appontaggio su portaerei.). Per l'addestramento all'appontaggio un finto ponte di volo fu installato sulla base aerea di Kasumigaura, a cui seguirono successivamente i primi esperimenti operativi sulla portaerei Hosho. L'impiego operativo di questi velivoli non fu facile, in quanto si registrarono problemi di funzionamento dei motori Napier Lion, rivelatisi particolarmente sensibili alle condizioni atmosferiche imperanti sull'Oceano Pacifico. I due velivoli ebbero una vita operativa estremamente breve, in quanto furono radiati dall'aviazione navale già alla fine del 1923.

### Spagna
Il 17 marzo 1923 un decreto reale stanziava la somma di 663 864 pesetas per l'acquisto di due esemplari di Swift Mk II destinati alla marina spagnola. In conformità alle leggi allora in vigore i due aerei ricevettero le immatricolazioni civili M-NTBA e M-NTBB. Il 27 agosto 1923 l'esemplare M-NTBB, pilotato da R.W. Kenworthy, effettuò una dimostrazione di lancio del siluro sulle rive del fiume Humber davanti a rappresentanti dell'Air Ministry, dell'Ammiragliato, e di alcuni governi stranieri, e il giorno successivo entrambi i velivoli furono formalmente consegnati al committente. Nel mese di settembre entrarono in servizio presso la Scuola dell'aeronautica navale di Prat de Llobregat, posta a sud di Barcellona, volando per la prima volta il 30 novembre 1923. Dopo aver addestrato numerosi piloti, i due aerei costituirono la Patrulla de Aviones Torpederos, al comando del capitano F.T. de Andrade. Nel 1927 vennero raggiunti da un esemplare di T.3 Velos (M-NTAC), I tre aerei parteciparono alle manovre navali del 1928 e 1929, e dopo la perdita del Velos, avvenuta nel 1931, uno venne trasferito alla Direzione dell'Aeronautica di Madrid, e uno al Servizio fotografico dell'Aeronautica navale di San Javier, venendo radiati entro il 1932.

### Stati Uniti d'America
L'aerosilurante T.2 Dart attirò l'attenzione della marina americana per la sua capacità di lanciare un siluro da 457 mm. Due esemplari furono ordinati e consegnati via mare alla Naval Air Factory con la denominazione Swift F. Rimontati presso l'Arsenale navale di Filadelfia, gli aerei ricevettero la denominazione di BST-1 (matricole A-6056/6057) e furono trasferiti presso la base navale di Anacostia, sita in un sobborgo di Washington. Tra l'ottobre 1922 e il marzo 1923 gli aerei furono valutati in competizione ai biplani Douglas DT, Naval Aircraft Factory PT e all'idrovonante monoplano Fokker FT-1. L'US Navy decise che il nuovo aerosilurante doveva essere un triposto, e preferì l'adozione dei modello Douglas, designato DT-2. Accantonati a Filadelfia fino al gennaio 1924, gli aerei furono poi trasferiti a San Diego. Dopo un incidente avvenuto il 23 ottobre dello stesso anno, l'esemplare A-6056 fu radiato il 17 dicembre e destinato a fornire pezzi di ricambio per il velivolo superstite. L'aereo matricola A-6057 totalizzò solamente 15 ore di volo, e fu definitivamente radiato sulla Naval Air Station di Sand Point, Seattle, il 10 marzo 1925. Fu studiata anche una successiva versione anfibia, denominata Blackburn Swift T.1B Mk III: equipaggiata con un motore Bristol Jupiter da 400 hp o Packard da 550 CV, e capacità carburante portata a 431 litri, che non ebbe seguito.

## Varianti
T.1 Swiftun prototipo di bombardiere aerosilurante.
Dartil precedente velivolo così ridesignato dopo le modifiche apportate.
T.2 Dartversione di serie costruita in 117 esemplari per la Royal Navy.
Swift Mk IIversione da esportazione, sette esemplari costruiti.
Swift Fspecifica versione per l'United States Navy designata Swift Mk II dalla fabbrica costruttrice e 'BST-1 dalla marina americana.
Swift Mk.IVproposta di una versione triposto non realizzata.

## Utilizzatori
Giappone
- Dai-Nippon Teikoku Kaigun Kōkū Hombu

 Spagna
- Armada Española

 Stati Uniti
- United States Navy

### Annotazioni
1. ↑  In caso di ali ripiegate l'apertura alare passava a 5,33 m.
2. ↑  Il velivolo disponeva di ammortizzatori oleopneumatici.
3. ↑  La Svezia emise un requisito per l'adozione di un velivolo aerosilurante, cui la Blackburn rispose decidendo di inviare a Göteborg un esemplare di Swift per essere presentato alla marina svedese. L'invio dell'aereo non ebbe poi luogo, e fu adottato l'Heinkel HE 8.
4. ↑  Il rapporto di compressione dei motori Lion fu modificato, in quanto non permetteva di volare in totale sicurezza a bassa quota.
5. ↑  Nel 1925 in occasione di una rivista militare a Barcellona alla presenza di re Alfonso XIII, l'esemplare M-NTBA effettuò una dimostrazione acrobatica comprendente un looping, che lasciò di stucco gli istruttori britannici.
6. ↑  I due Swift furono reimmatricolati M-NTAA/B.

### Fonti
1. 1 2 3 4  Уголок неба.
2. 1 2 3 4 5 6  Manson 1994, p. 131.
3. 1 2 3 4  Boroli, Boroli 1983, p. 159.
4. 1 2  Woodman 1996, pp. 2-3.
5. 1 2 3 4  Stemp 2011, p. 22.
6. ↑  Mason 1994, p. 130.
7. 1 2  Boroli, Boroli 1983, p. 160.
8. 1 2 3 4 5 6 7  Flight n.854, 7 may 1925, p. 272.
9. ↑  Jackson 1968, pp. 139-140.
10. ↑  Flight n.854, 7 may 1925, p. 271.
11. ↑  Flight n.854, 7 may 1925, p. 269.

### Periodici
- (EN) Harry Woodman, Blackburn Dart:The Fleet Air Arm's Seminal Torpedo Bomber, in Air Enthusiast, n. 63, Bromley, The Air Enthusiast, maggio-giugno 1996,  pp. 2-11.
- (EN) The Blackburn Twin-Float Seaplane, in Flight. The Aircraft Engineer and Airship, n. 854, London, 7 maggio 1925,  pp. 269-272.